# Two Medicine

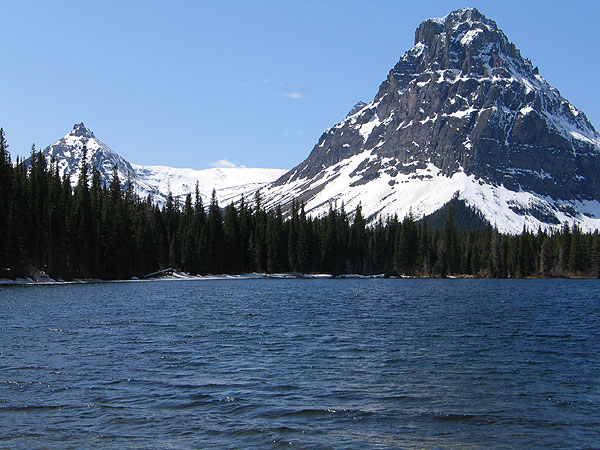
Two Medicine Lake with Sinopah Mountain.

Two Medicine es el nombre colectivo que se da a una zona que se encuentra situada al sur del Parque nacional de los Glaciares, en Montana, Estados Unidos. Entre finales de la década de 1890 y el año 1932 (cuando se inauguró la autopista Going-to-the-Sun) fue la zona más visitada del parque. En ella se encuentra el Lago Two Medicine y la Two Medicine Store que era una zona de chalets para turistas. Desde este punto surgen numerosos senderos para conocer los interiores del parque. Esta región es sagrada para varias tribus de amerindios como los pies negros. 
- Datos: Q3542606
- Multimedia: Two Medicine, Montana / Q3542606